# Gustavo Pastor
Gustavo Andrés Pastor (Lanús, provincia de Buenos Aires, 22 de abril de 1985) es un exfutbolista argentino. Jugaba de delantero y su último equipo fue la Asociación Deportiva Berazategui.

## Trayectoria
Debutó jugando para la Asociación Deportiva Berazategui en el año 2004, donde jugó regularmente. Allí jugó hasta el año 2011. Existió la posibilidad de que sea transferido en el año 2010 a Club Deportivo Armenio que finalmente no prosperó su llegada y continuó su carrera en Berazategui, hasta que en julio de 2011 se lo vende a Barracas Central de Primera B. En Berazategui jugó 245 partidos y marcó 65 goles. Luego de un año en Barracas vuelve a jugar para Berazategui y lo hace por seis meses, ya que en enero de 2012 recaló en Club El Porvenir.
Después de su paso por el Porvenir, el club Talleres de Remedios de Escalada hace de sus servicios.
Después de varios años, volvió a Berazategui para seguir con su carrera pero por problemas con el director técnico firmó contrato con el San Martín De Burzaco a préstamo con opción de 1 año y medio.
Luego de Disputar el reducido y caer en semifinales, firma por el Excursionistas para jugar la temporada 2018 en el equipo de la Primera C. En el club de Bajo Belgrano logró llegar a los 100 goles en su carrera, en el partido contra Deportivo Laferrere.
Varios meses después, deja Excursionista y asume en Club Atlético Argentino (Marcos Juárez) para disputar la segundad mitad de la Liga Bellvillense. A fin de año termina su contrato y queda como jugador libre.
En septiembre de 2020 volvió al club de su vida, la Asociación Deportiva Berazategui.
Tiene un gran sentido de pertenencia con la Asociación Deportiva Berazategui, club dónde es tercer goleador histórico y tercer jugador con más presencias, siendo ídolo absoluto de la institución.

## Clubes
| Club              | País      | Año         |
| ----------------- | --------- | ----------- |
| Berazategui       | Argentina | 2004-2011   |
| Barracas Central  | Argentina | 2011-2012   |
| Berazategui       | Argentina | 2012        |
| El Porvenir       | Argentina | 2013        |
| Defensores Unidos | Argentina | 2013 - 2014 |
| Talleres (RdE)    | Argentina | 2014 - 2015 |
| Berazategui       | Argentina | 2015        |
| San Martín (B)    | Argentina | 2016        |
| Midland           | Argentina | 2017        |
| Excursionistas    | Argentina | 2018        |
| Argentino (MJ)    | Argentina | 2018        |
| Berazategui       | Argentina | 2020 - 2021 |

## Palmarés

### Campeonatos nacionales
| Título          | Club        | País      | Año  |
| --------------- | ----------- | --------- | ---- |
| Torneo Apertura | Berazategui | Argentina | 2006 |
| Torneo Clausura | Berazategui | Argentina | 2021 |

### Otros logros
| Título              | Club        | País      | Año  |
| ------------------- | ----------- | --------- | ---- |
| Ascenso a Primera C | Berazategui | Argentina | 2008 |